# Lazy Mutha Fucka
LMF también conocido como Lazy Mutha Fucka o Lazy Muthafucka, es un grupo musical de hip-hop cantonés de Hong Kong. El grupo firmó contrato con Warner Music, la banda fue fundada en 1993 y se disolvió en el 2003 y se reagruparon en el 2009. Algunos de sus integrantes han continuado sus carreras en solitario.
La norma de la música Cantopop, LMF escribe y realiza su propio estilo musical original. Todos los integrantes del grupo procedían de la pobreza y sus canciones a menudo representaban sobre la vida y la lucha de la clase baja y la clase obrera, en la que se generó una gran cantidad de controversias debido a sus temas musicales, que hablaban sobre la maldición y de la materia. Su influencia era percibida negativamente por los jóvenes de Hong Kong, su promoción de la actitud del hip-hop y su apariencia rugosa, constrastaba la apariencia como los demás artistas, normalmente bien vestidos y limpios, para la industria de la música.
LMF sigue siendo uno de los pocas bandas del género rap, más conocidas en diferentes localizadas. LMF se destaca por la opresión económica y la alienación social que enfrenta la clase baja de Hong Kong, todos ellos procedentes de la vivienda pública de hacinamiento de Hong Kong.
El intento de LMF para establecer un punto de apoyo en la industria de la música altamente comercializada y monopolizado, es considerado como un éxito a pesar de lograr ventas comerciales de manera moderada, debido a su longevidad, el reconocimiento de su nombre (debido sobre todo a la prensa negativa) y la forma original de su música que han creado. Su último y último álbum titulado, "Finalazy", fue lanzado poco antes de su separación en el 2003.
LMF ha reformado recientemente a principios de diciembre del 2009, 10 años después de su debut y organizaron su primera gira de concierto llamada "Wild Lazy Tour". "The Wild Lazy Tour" incluye países como Singapur y Hong Kong.

## Discografía

### Álbumes
- The Ultimate s...Hits
- LMFsHits Greatest Hits 2CD
- Finalazy
- LMF Videophile
- L.M.F.CRAZYCHILDREN [2nd version]
- L.M.F.CRAZYCHILDREN
- the realazy mofo. DBF
- Respect For Da Chopstick Hip Hop
- LMFAMiGLiA LIVE
- LMFAMiGLiA
- Lazy Family 大懶堂
- Lazy Family 大懶堂 EP
- Gardener VS LazyMuthaFucka
- LazyMuthaFucka [Taiwan version]
- LazyMuthaFucka
- HMA - The Latest Independence Music Of HK 自主音樂圖鑑 track 09 "同床"
- DJ Tommy - Scratch Rider
- DJ Tommy - Scratch Rider

Dj Tommy-Respect 4 Da Chopstick HipHop
- Anodize - Anodize 4
- The Explosive Original Sound Track Gen-X Cops track 02 "XXXX"
- William So - 蘇永康的化粧間 track 07 "詐唔知"
- Ronald Cheng - One More Time
- Aroom Represents

## Integrantes

### Actuales
- MC Yan (陳廣仁)
- DJ Tommy (張進偉)
- Kit (梁永傑)
- Phat (陳偉雄)
- Prodip (梁偉庭)
- Kevin (李健宏)
- Wah (孫國華)
- Davy (陳匡榮)
- Jimmy (麥文威)

### Anteriores
- Gary (鄭華勝)
- Kee (洪柏琪)
- Sam (李燦森)